# Natasha Gregson Wagner
Natasha Gregson Wagner (Los Angeles, 29 settembre 1970) è un'attrice statunitense.

## Biografia
Figlia dell'attrice Natalie Wood e del produttore cinematografico britannico Richard Gregson, che si separarono quando lei aveva dieci mesi, Natasha crebbe nella nuova famiglia della madre, risposatasi nel 1972 per la seconda volta con l'attore Robert Wagner. La Wood e Wagner misero al mondo nel 1974 una figlia, Courtney Wagner, sorellastra di Natasha. Zia di entrambe è l'attrice e produttrice Lana Wood. Il 29 novembre 1981 Natalie Wood morì annegata vicino all'isola di Santa Catalina. Dopo la morte della madre, Natasha (che aveva 11 anni) e la sorella Courtney crebbero in California nell'abitazione di Robert Wagner e della sua nuova moglie, l'attrice Jill St. John. Natasha frequentò la Crossroads School di Santa Monica, passò quindi all'Emerson College e in seguito si trasferì all'Università della California del Sud. Esordì al cinema nel 1992 prendendo parte ai film Buffy l'ammazzavampiri, Presagio di morte e Amici per la vita.
Successivamente Wagner ottenne molti ruoli da protagonista in film minori, ma é verso la fine degli anni novanta che raggiunse una certa fama, prendendo parte con ruoli importanti a film come Strade perdute (1997) di David Lynch, Lolita - I peccati di Hollywood (1997) di Josef Rusnak, Urban Legend (1998) di Jamie Blanks, Pensieri spericolati (1996) di Hart Bochner. Durante questo periodo non mancarono comunque ruoli da protagonista, come nei film Two Girls and a Guy (1997) di James Toback, al fianco di Robert Downey Jr. e Heather Graham, e Un altro giorno in paradiso (1998) di Larry Clark, al fianco di Vincent Kartheiser, James Woods e Melanie Griffith. Dagli anni 2000 tornò a interpretare prevalentemente ruoli minori in film di buon e scarso successo, partecipando anche ad alcune serie televisive. Nel 2020 ha prodotto un film documentario sulla madre, Natalie Wood: What Remains Behind, diretto da Laurent Bouzereau.

## Vita privata
Ha avuto una relazione di undici anni con il produttore cinematografico Josh Evans, figlio di Ali MacGraw e Robert Evans. Quindi è stata sposata con lo sceneggiatore D.V. DeVincentis dall'ottobre 2003 al gennaio 2008. Il 30 maggio 2012 Natasha e l'attore Barry Watson hanno avuto una figlia; la coppia si è sposata nel dicembre 2014.

## Filmografia parziale

### Cinema
- Presagio di morte (Fathers & Sons), regia di Paul Mones (1992)
- Amici per la vita (Dark Horse), regia di David Hemmings (1992)
- Buffy l'ammazzavampiri (Buffy the Vampire Slayer), regia di Fran Rubel Kuzui (1992)
- S.F.W. - So Fucking What, regia di Jefery Levy (1994)
- Pensieri spericolati (High School High), regia di Hart Bochner (1996)
- Two Girls and a Guy, regia di James Toback (1997)
- Strade perdute (Lost Highway), regia di David Lynch (1997)
- Lolita - I peccati di Hollywood (Quiet Days in Hollywood), regia di Josef Rusnak (1997)
- First Love, Last Rites, regia di Jesse Peretz (1997)
- Glam, regia di Josh Evans (1997)
- Urban Legend, regia di Jamie Blanks (1998)
- Un altro giorno in paradiso (Another Day in Paradise), regia di Larry Clark (1998)
- Incontriamoci a Las Vegas (Play It to the Bone), regia di Ron Shelton (1999)
- Stranger than Fiction - Un incubo senza fine (Stranger than Fiction), regia di Eric Bross (2000)
- Alta fedeltà (High Fidelity), regia di Stephen Frears (2000)
- Sol Goode, regia di Danny Comden (2001)
- Il cacciatore delle tenebre (Vampiri: Los Muertos), regia di Tommy Lee Wallace (2002)
- Wonderland, regia di James Cox (2003)
- Anesthesia, regia di Tim Blake Nelson (2015)

### Televisione
- Dragstrip Girl, regia di Mary Lambert – film TV (1994)
- Ally McBeal (1997)
- Chicago Hope (1999)
- Night Visions (2002)
- Medium (2005)
- Cold Case - Delitti irrisolti - serie TV, episodio 3x05 (2005)
- 4400 (2005 - 2007)
- E.R. - Medici in prima linea (2006)
- State of Mind (2007)
- CSI - Scena del crimine (2008)
- Dr. House - Medical Division (2008)
- The Closer (2010)

## Doppiatrici italiane
Nelle versioni in italiano delle opere in cui ha recitato, Natasha Gregson Wagner è stata doppiata da:
- Emanuela D'Amico in 4400, The Closer
- Laura Lenghi in Strade perdute
- Eleonora De Angelis in Pensieri spericolati
- Tiziana Avarista in Urban Legend
- Laura Boccanera in Cold Case - Delitti irrisolti
- Federica De Bortoli in E.R. - Medici in prima linea
- Laura Latini in CSI - Scena del crimine
- Daniela Abbruzzese in Dr. House - Medical Division
- Valentina Pollani in Anesthesia